# Горчак, Бронислав
Бронислав Горчак (пол. Bronisław Gorczak) (1854 год, Львов, Галиция — 16 октября 1918 года, Славута, Волынская губерния) — польский историк, архивист и генеалог, член Львовского геральдического общества, исследователь рода князей Сангушко и автор многочисленных публикаций.

## Биография
Родился в 1854 году во Львове. Выпускник исторического факультета Львовского университета. В 1876—1881 годах работал в Национальной библиотеке имени Оссолинских (Ossolineum).
В 1881 году был приглашён Романом Дамианом Сангушко, потомком княжеского рода, в качестве хранителя и реставратора архивов Сангушко в имении князя в Славуте. С 1881 по 1918 год (фактически до конца своей жизни) Бронислав Горчак исследовал архивные собрания князей Сангушко, составлял и публиковал каталоги рукописей, пергаментов, а с 1891 года в его ведение перешла и княжеская библиотека, насчитывающая более 25 тысяч томов.
Являлся одним из основателей Львовского геральдического общества в 1906 году.
Бронислав Горчак умер 16 октября 1918 года в Славуте.

## Избранные труды
- Bronisław Gorczak. Archiwum książąt Lubartowiczów Sanguszków w Sławucie. T. 3, Archiwum książąt Sanguszków w Sławucie: 1432—1543. — Lwów, 1890. — 601 с.
- Bronisław Gorczak. Archiwum książąt Lubartowiczów Sanguszków w Sławucie. T. 4, Archiwum książąt Sanguszków w Sławucie: 1535—1547. — Lwów, 1890. — 686 с.
- Bronisław Gorczak. Archiwum książąt Lubartowiczów Sanguszków w Sławucie. T. 5, Archiwum książąt Sanguszków w Sławucie: 1513—1547. — Lwów, 1897. — 600 с.
- Bronisław Gorczak. Rodowód xiążąt Olgerdowiczów Sanguszków: na podstawie materyałów archiwalnych z uwzględnieniem najnowszych opracowań. Tablica genealogiczna. — 1899. — 1 с.
- Bronisław Gorczak. Katalog rękopisów archiwum X.X. Sanguszków w Sławucie. — Lwów, 1902. — 488 с.
- Bronisław Gorczak. Katalog pergaminów, znajdujących się w archiwum xx.Sanguszków w Sławucie: 1284 – 1898. — 1912. — 184 с.